# Gouverneurswahl in Texas 1845

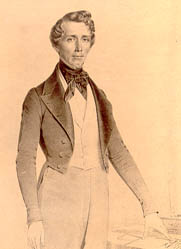
James Pinckney Henderson
erster Gouverneur von Texas

Die Wahl des Gouverneurs von Texas des Jahres 1845 fand im November 1845 statt. Es war die erste Wahl, nachdem Texas von den Vereinigten Staaten annektiert worden war. Aus der Wahl ging der demokratische Jurist James Pinckney Henderson als Sieger hervor.

## Ergebnis
| Kandidat                 | Stimmen | %      |
| ------------------------ | ------- | ------ |
| James Pinckney Henderson | 7.853   | 81,99  |
| James B. Miller          | 1.673   | 17,47  |
| ungültig                 | 52      | 0,54   |
| Gesamt                   | 9.578   | 100,00 |
| Quelle: Texas Almanac    |         |        |